# 神宗 (高麗王)
神宗（しんそう、1144年8月11日 - 1204年2月15日）は第20代高麗王（在位 1197年 - 1204年）。姓は王、諱は晫、初名は旼、諡号は敬恭靖孝大王。仁宗の五男。妃は江陵公金温の娘の宣靖太后。第34代で最後の王である恭譲王は、神宗の次男の襄陽公王恕の六世の孫にあたる。

## 略年表
- 1144年 仁宗の五男として生まれる。
- 1145年 三国史記が編纂される。
- 1170年 武臣政権の成立（庚寅の乱）。
- 1196年 崔氏政権が成立（武臣の李義旼を滅ぼして政権を牛耳る）→1219年に崔忠献は死去するが、1258年まで4代62年の長きにわたって続く。
- 1197年 明宗を廃位、神宗を王位につける。
- 1198年 開京で私奴の万積らの反乱。溟州（江陵）・東京（慶州）・陜州など各地で反乱。
- 1204年 退位、死去。

## 家族

### 后妃
- 宣靖王后 金氏（毅宗妃荘敬王后金氏と明宗妃光靖太后金氏の妹）

### 子女
- 熙宗
- 襄陽公 王恕
- 孝懐公主
- 敬寧宮主